# الطبيب. نو (رواية)
الطبيب. نو (بالإنجليزية: Dr. No)‏ هي الرواية السادسة للمؤلف البريطاني إيان فلمنغ والتي تتحدث عن عميل الاستخبارات البريطاني جيمس بوند. وقد كتب فليمنغ الرواية في أوائل 1957 في غولدن آي في جامايكا، وكان أول من نشرها جونثان كيب في المملكة المتحدة 31 مارس 1958.

## قصة الرواية
تدور أحداث الرواية حول التحقيق الذي اجراه جيمس بوند عن اختفاء زميلين له من الاستخبارات في جامايكا، استنتج بوند بأن زميليه قد كانا يحققان في قضية الطبيب نو وهو عالم صيني صاحب منجم غوانو الذي يقع في جزيرة كراب كي الخيالية في الكاريبي،
سافر بوند إلى الجزيرة والتقى بهونشيل رايدر ثم قام بلقاء الطبيب نو.
في البداية كُتبت الرواية كسيناريو لمسلسل تلفازي مقترح بعنوان القائد جامايكا، في عام 1956 للمنتج هنري مورجنثاو الثالث، ولكن عندما فشل هذا المسلسل قام فليمنج باقتباس الافكار منه لتكون افكار رئيسية لروايته والتي سُميت بـ «الرجل الجريح» كعنوان مؤقت، وكان هذا العنوان المأساوي للرواية ليس الا نتيجةً لتأثره بشخصية فو مانشو والذي كان من أعمال المؤلف ساكس روهمر.
اُنتقدت رواية الدكتور نو نقداً سلبياً واسع الانتشار في بريطانيا وقد كانت من أول روايات فليمنغ مواجهةً للنقد، نبذ بول جونسون من مجلة نيو ستيتسمان الكتاب وصنفه بأنه إحدى كتب «الجنس والغرور والعنف». ولكن تم قبول الرواية بشكل أفضل عند صدورها فالأسواق الأمريكية.
نُشرت الرواية على نحو متسلسل في صحيفة «ديلي اكسبرس» اولاً على شكل قصة مختصرة، ثم على شكل سلسلة هزلية، ومن ثم تم تحويلها لفيلم لأول مره في 1962 وكانت البطولة لشون كونري، وفي 2008 أُذيعت نسخة منه على قناة بي بي سي راديو 4 وقد كان دور بوند من نصيب توبي ستيفنس.

## الحبكة

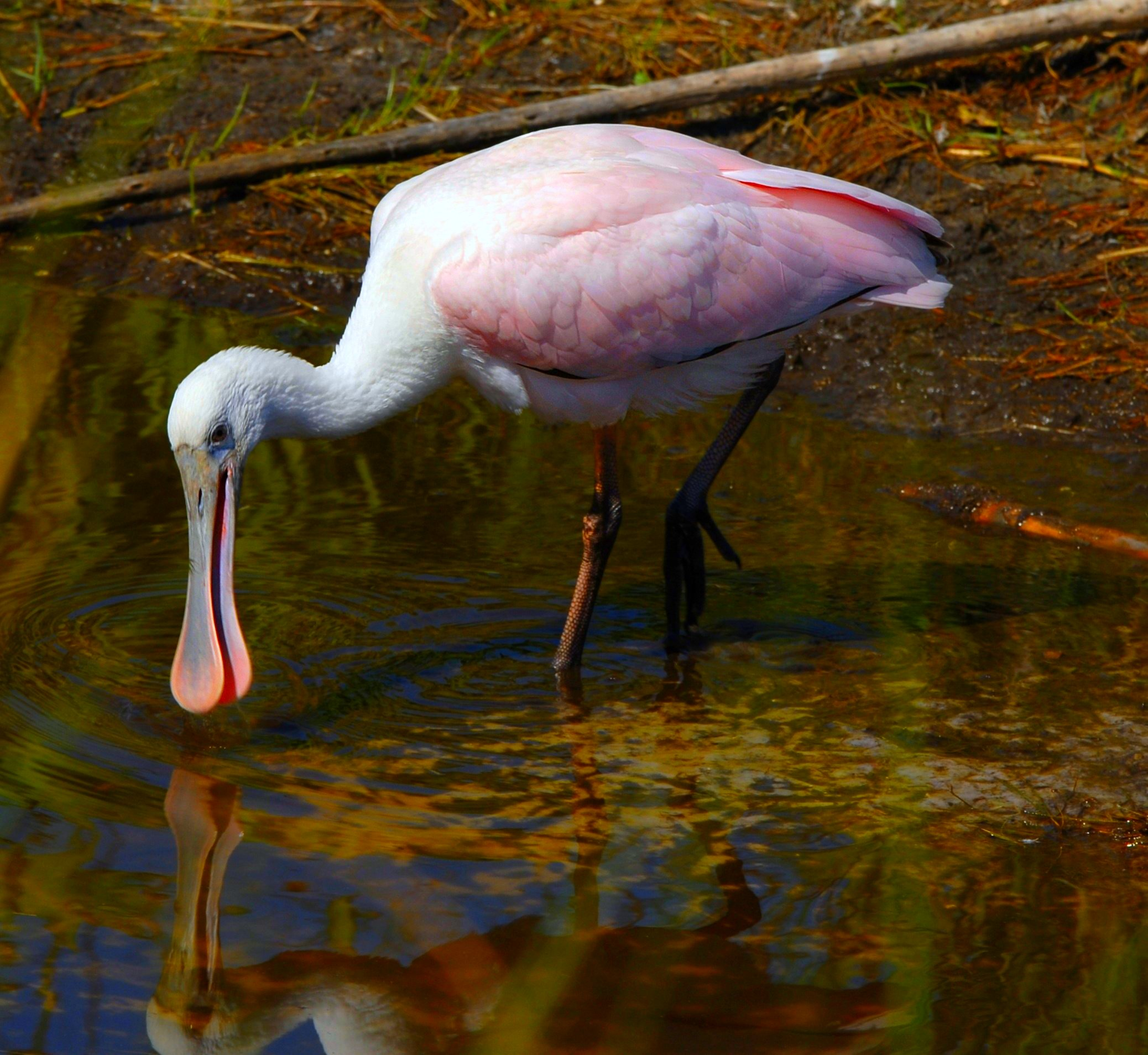
ابو ملعقة الوردي

ارسل الرئيس، م، جيمس بوند في مهمة سهلة إلى مستعمرة جامايكا البريطانية وذلك بعد ان تعافى من التسمم الجسيم الذي اصابه من عميلة «سميرش» روزا كليب (في رواية: من روسيا مع الحب). أُمر بوند بالتحقيق حول اختفاء رئيس مركز MI6 في كينغستون القائد جون سترانجويس وسكرتيرته. وقد اطلع بوند على ملف القضية ووجد ان ستراغوايز كانت تحقق حول انشطة الطبيب جوليوس نو، وهو صيني – ألماني يعيش منعزلاً في جزيرة كراب كي الخيالية ليدير منجم ذرق الطائر. تمتلك الجزيرة في إحدى اطرافها مستعمرة لطائر أبو ملعقة الوردي، بينما تشاع شائعات محلية بأن تنين شرير يعيش هناك ايضاً. هذه الطيور (أبو ملعقة الوردي) محمية من الجمعية الوطنية الأمريكية اودوبون، والتي توفى اثنان من ممثليها اثناء تحطم طائرتهم في مهبط طائرات نو.
سرعان ما أدرك بوند حين وصوله لجامايكا بأنه مراقب، غرفته الفندقية تبدو مفتشة وتصله سلة من الفاكهة المسممة – والتي كانت هدية من المدير المعماري للفندق- وايضا يوضع الحريش القاتل في سريره اثناء نومه.
يزور بوند خلسةً جزيرة كارب كي وذلك بمساعدة صديقه القديم كورل ليعرف ان كانت هناك علاقة بين نو واختفاء عملاء MI6. يلتقي بوند وكورل بهونيتشيل رايدر التي كانت تجمع الاصداف الثمينة واثناء اللقاء، قبض رجال نو على بوند ورايدر بعد أن حُرق كورل حتى الموت بواسطة تنين الطبيب وهو عبارة عن عربة مدرعه قاذفة للهب مصممه لمنع المعتدين، بعد ذلك اُخذا بوند ورايدر إلى منشأة محكمه منحوتة داخل الجبل. قال نو لبوند بأنه يعمل مع الروس وانه قد بنى منشأة محكمة تحت الأرض والتي من خلالها يقوم بتخريب اختبارات الصواريخ الأمريكية المنطلقة من كاب كانفيرال، فقد كان نو سابقاً أحد أعضاء منظمة تونغ الصينية ولكن قبضت المنظمة عليه بعد أن سرق مبلغاً كبيراً من مالهم، ولكي يجعلوه عبرة للأخرين قاموا قادة المنظمة بقطع يديه ثم اطلقوا النار عليه، ولكن نجى لأن قلبه كان في الجهة اليمنى من صدره فلم تصبه الرصاصة.
اهتم نو بقدرة الجسم البشري على تحمل الالم والبقاء على قيد الحياة، لذلك أجبر بوند على عبور طريق العقبة المبني داخل نظام تهوية المنشأة، ظل بوند تحت الملاحظة بينما كان يعاني من الصدمات الكهربائية والحروق والعناكب الكبيرة السامه، ينتهي تعذيب بوند بالقتال مع الحبار العملاق الاسير والذي هزمه باستخدام اسلحة مرتجلة. بعد هروب بوند صادف صديقته رايدر التي تُركت مربوطة لتأكلها السرطانات، ولكن تمكنت من الفرار بعد أن تجاهلوها.
قام بوند بقتل نو بواسطة آلة تحريك ذرق الطائر في الاحواض بعد ان استولى عليها وحول اتجاه تدفق الدرق ليدفنه حياً به.

## الخلفية وتاريخ الكتابة
في يونيو1956 , بدأ المؤلف ايان فليمنغ بالتخطيط والتعاون مع المنتج هنري مورجيناثو الثالث على مسلسل تلفازي باسم القائد جامايكا والذي كان من المفترض ان يعرض شخصية جيمس جون الذي استقر في الكاريبي، ولكن عندما فشل المشروع استخدم فليمنغ الفكرة كأساس لرواية الطبيب نو لأنه لم يجد افكار وحبكة مناسبة لرواية بوند القادمة. في حلول يناير 1957, كان فليمنغ قد نشر اربع اجزاء من روايات بوند في سنوات متتالية، البداية من عام 1953 بدأ بكازينو رويال ثم عش ودع غيرك يموت ثم مونراكر ومن ثم الألماس للابد. خامس رواية له كانت إلى روسيا مع الحب واثناء تحريرها واعدادها للإنتاج، سافر فليمنغ إلى غولدن أي في جمايكا ليكتب رواية الطبيب نو. وقد اتبع روتينه المعتاد في الكتابة وقد قال في مجلة «بوكس اند بوكمان»: «أكتب لمدة ثلاث ساعات في الصباح...وأكتب في ساعة أخرى بين السادسة والسابعة في المساء ولكن لا أعود لأرى ما كتبت ولا لأصحح ايضاً، بإتباع نظامي هذا ستتمكن من كتابة 2000 كلمة في اليوم». في أواخر فبراير اثناء عودته إلى لندن كان قد أكمل مسودة مبدئية من 206 صفحة والتي أطلق عليها عنوان «الرجل الجريح». وبالرغم من أن فليمنغ لم يحدد مواعيد الاحداث في روايته، الا ان جون جريسوولد وهنري تشانسلر – كلاهما قد كَتبا كُتباً لمطبوعات ايان فليمنغ- قد توقعا اوقات زمنية مختلفة مبنية على الاحداث والمواقف التي حدثت في سلسة الرواية ككل. حدد فليمنغ موعد الحدث في عام 1956 والتي اعتبر أن القصة قد حدثت في شهري فبراير ومارس من هذا العام، وبذلك يكون جريسوولد أكثر دقة في التخمين.
اتى فليمنغ بفكرة لتصميم الغلاف الامامي ذات معنى كما هو الحال مع رواياته الاربع السابقة وقد فكر بان يكون التصميم لهونيشيل رايدر بتصاميم مُلهمة من اصداف فينوس وقد اراد ان يكون هذا الطابع في غلافه. قام فليمنغ بتكليف بات ماريوت لعمل الغلاف واوضح فكرته وانه يريد أن تعرض مع اصداف فينوس اليغانس على الغلاف. قبل إصدار رواية الدكتور نو وفي العدد الصادر في مارس عام 1958 من مجلة القرن العشرين، هاجم بيرنارد بيرغونزي عمل فليمنغ وقال:" انه يحتوي على علامات كثيره تدل على استراق النظر والسادية " وأن الكتب أظهرت " النقص التام في الإطار المرجعي والاخلاقي", كما قارنت المقالة بين ايان فليمنغ وجون بوتشان وريمون شاندلر من الناحية الاخلاقية والادبية. قدر الكاتب سيمون رافين مقالة بيرغونزي ووصفها بالمقالة " الهادئة والجذابة" الا انه يظن ان استنتاج الناقد كان ساذجاً وسأله: منذ متى كان مهماً افتقار العمل الترفيهي إلى مرجع اخلاقي محدد؟" واصل رافين قائلاً:" إن فليمنغ، بسبب ذكائه البارد والتحليلي، واستخدامه المستنير للحقائق الفنية، ومعقوليته وإحساسه بالسرعة، وقدرته الرائعة في الوصف، والخيال الرائع استطاع ان يوفر وسائل الترفيه المطلقة انه اشبه بأن تقرأ الكثير من الروايات وولكن من النادر أن تعثر على كل هذا معاً في عمل واحد".

## الإعداد

### إلهام الحبكة
في مارس 1956, ذهب فليمنغ وصديقه ايفار بريس في رحلة إلى مستعمرة فلامنغو في جريت اناغوا في جنوب جزر البهاما برفقة روبرت كوشمان مورفي (من المتحف الأمريكي للتاريخ الطبيعي) وارثر فيرناي (من جمعية حماية الفلامينغو). كانت المستعمرة عبارة عن 100ميل مربع، أي ما يعادل 260 كم2, من مستنقعات المانجروف الكثيفة والملح وموطن لطيور الفلامينغو والبلشون وأبو ملعقة الوردي. ومن هذا الموقع استوحى جزيرة الكراب كي. وكان اغلب التنقل في جريت اناغوا براً بسيارة لاندروفر مزودة بإطارات كبيرة الحجم المخصصة لعبور المستنقعات ومنها استلهم فكرة «التنين» المذكور في القصة. وقد كانت شخصية الشرير الدكتور فو مانشو التي برزت في كتب المؤلف ساكس رومير، والتي استمتع بها فليمنغ جدا في السنوات الاخيرة، كانت مصدر الهاماً له ومنها ابتكر شخصية الطبيب نو. ومن الواضح مدى تأثر الحبكة بأعمال رومير ومن الملحوظ ان استخدامه لفكرة «الحريش» كانت سرقة مباشرة من رواية الدكتور فو مانشو وايضاً قد تضمنت روايات رومير الأخرى على مخبأ الدكتور نو وعلى استخدام الجنون العلمي نفسه.
بعد نشر رواية الألماس للابد في عام 1956, تلقى فليمنغ رسالة من جيفري بوثرويد وهو خبير سلاح محب لبوند والذي انتقد فيها اختيار المؤلف لسلاح بوند الناري. واقترح بوثرويد بأنه يجب مبادلة سلاح البيريتا إلى والثر بي بي كي 7.65 ملم، وقد وُضع هذا التبادل فالرواية، واعطى ايضاً عدة نصائح لفليمنغ عن بيرنس مارتن حزام الكتف ثلاثي العقد وعدد من اسلحة سميرش واسلحة الاشرار الأخرى. وليشكره، فليمنغ سمى صانع الاسلحة الاستخباري باسم بوثرويد وعرفه لبوند على انه اعظم خبير اسلحة مصغرة في رواية الدكتور نو. وكالمعتاد في روايات فليمنغ السابقة استعار أسماء اصدقائه وزملائه ليستخدمهم في روايته، فقد كانت ثروة بوند الاسكتلندية ماي على اسم صديقته مدبرة منزل ايفار بريس «ماي ماكسويل». وقد سمى سفينة جمع درق الطائر باسم بلانش على اسم جارته في جامايكا وعشيقته لاحقاً بلانش بلاكويل. وقد وجدت صديقته باتريشيا وايلدر انه تم استخدام لقبها «العسل تشيلي» لشخصية الانثى الرئيسية للرواية. ووجد جون فوكس سترانجويس – صديقه من نادي وايت- بأن جزءً من لقبه اُستخدم لاسم رئيس محطة MI6 في جامايكا. وقد استخدم فليمنغ ايضاً الاوصاف الجسدية للأشخاص اللذين يعرفهم، فقد كانت شخصية كورل الذي ظهر في رواية «عش ودعهم يموتون» مقتبسة من صياد جامايكي كان يأخذ فليمنغ معه لاصطياد اسماك القرش.

### الشخصيات
في رواية الطبيب نو، وللمرة الأولى في سلسلة روايات بوند، حدث احتكاك بين بوند والعميل م بسبب ان بوند كاد ان يقتل على يد العميلة التابعة لسميرتش روزا كليب في رواية من روسيا مع الحب، قام م بأمر بوند باستخدام سلاح جديد وان يذهب في مهمة عطلة مما ادى إلى استياء بوند.
الكاتب ريموند بنسون – الذي كتب سلسلة من روايات بوند لاحقاً- رأى ان م قد كان أكثر سلطة في رواية الدكتور نو بالنسبة للروايات السابقة حيث قام بمعاقبة بوند بتجريده من سلاحه ثم بإرساله في مهمة اعتبراها بوند وم في البداية «مهمة سهلة».
هونشيل رايدر واحدة من ثلاث نساء تعرضن للاغتصاب في روايات بوند، تضمنت رواية بوند على شخصيات نساء ذوات اسلوب مختلف عن المعتاد بطريقة ما. وبالرغم من النقطة السوداوية الا انها تعطي فرصة لبوند للمساعدة وانقاذ رايدر وغيرها. وقد ملكت الشخصيات الانثوية في سلسلة بوند عيوب، فقد كانت رايدر تملك أنف مكسور كنتيجة للاغتصاب الذي تعرضت له. حلل المؤرخان الثقافيان جانيت ولاكوت وتوني بينيت دور المرأة في روايات بوند وقد اعتبرا ان رايدر "ليست انثى تقليدية" ولكنها بُنيت وفقاً لصيغة الرواية وهي المساواة ولكن لا تزال خاضعة", وصفت رايدر في الكتاب بأنها تمتلك مؤخرة كالفتيان، مما جعل صديق فليمنغ نويل كارد يعلق قائلا: "لقد شعرت ايضاً بصدمة طفيفة من الإعلان الخليع الذي ذكر بأن الجزء السفلي لهونيشيل رايدر كان مثل الصبي. في الوقت الحالي اعلم اننا جميعاً اصبحنا أكثر تحرراً، ولكنك كرجل كبير، حقاً ما الذي كنت تفكر فيه؟"
قام فليمنغ بتشويه العديد من اعداء بوند جسدياً على سبيل المثال جعل طول نو 6 اقدام و6 بوصات (ما يقارب 1.98م) مع كماشات فولاذية في اليدين وقلب يميني وجعل بوند يصفه بأنه «دوده سامة عملاقة ملفوفة بورق قصدير رمادي»
اعتبر بنسون ان نو «شرير ناجح بخبث» وهو أفضل شخصية شريرة منذ شخصية هوغو دراكس في رواية مونراكر، ويعتقد ايضاً ان شخصية نو ستكون «واحده من الشخصيات التي لا تنسى في الخيال الحديث». مثلت شخصية كورل مفهوم فليمنغ للشخص الاسود المثالي، حيث ابتكرت الشخصية على اساس حبه الصريح للجامايكيين الذين رآهم «مليؤون بالنوايا الحسنة والبهجة والفكاهة» وكانت العلاقة بين بوند وكورل مبنية على علو شأن بوند مقارنةً بكورل. وشبهه فليمنغ العلاقة بأنها «علاقة تملّك ولكن لم يكن هناك مجال للاذلال». واعتبر وندر ان المشاهد التي كانت مع كورل «محيرة ولكنها مع ذلك مشاهد منومة»

## الأسلوب
استخدم فليمنغ في رواية من روسيا مع الحب اسلوب روائي غير اعتيادي حيث أخر دخول بوند في القصة إلى الفصل الحادي عشر، وبالنسبة لرواية الدكتور نو عاد إلى الاسلوب التقليدي الذي كان مرتاحاً إليه – وهو اسلوب كُتاب الاثارة في اوائل القرن العشرين. ولهذا السبب فإن الشرير في القصص التي كانت في العصر الذهبي للخيال البوليسي يكون أقرب للمفكر «السيد المحتال», وتركز الرواية بالعمل على حساب الشخصية لتتطور وعمق الحبكة. وصف بنسون «نجاح فليمنغ» بأنه يأخذ القارئ من فصل لأخر باستخدام «التشويق» في نهاية كل فصل ليزيد من التوتر وليسحب القارئ إلى الجزء التالي، مما جعله يدرك «بأن نجاح فليمنغ يكمن في سير الاحداث بحيوية» وخلال فصول رواية الطبيب نو التي كانت أطول من روايات بوند السابقة. كما نالت سرعة الاحداث في رواية الطبيب نو على اعجاب المؤرخ الثقافي جيرمي بلاك بالرغم من انها لم تكن متناسقة في مواضع، يعتقد ويندر ان احداث الرواية فوضوية بالرغم من انه لا يزال يشعر بأن الكتاب «يمكن قراءته مراراً وتكراراً بنفس المتعة الهائلة».
استخدم فليمنغ أسماء تجارية معروفة وتفاصيل يومية ليضيف الإحساس بالواقعية مما جعل الكاتب كنغسلي اميس يسمي هذا الاسلوب "بتأثير فليمنغ", وصفه اميس وقال " ان الاستخدام المبتكر للمعلومات وانتشار الطبيعة الرائعة فعالم بوند... ادى إلى نوع من الواقعية أو على الاقل وازن بين الخيال والواقع". وقد كان رأي الصحفي والكاتب ماثيو باركر عن الرواية "بأنها الأكثر روعه وميلودرامية وقوطية وبصراحة احياناً هي في القمة عمداً، في حين اعتبر بلاك ان الجزء الخيالي من مخبأ الدكتور نو تحت الأرض كان الجزء "الضعيف" و"الغريب" من القصة. وكان رأي الكاتب رايموند تشاندلر للرواية أن "القضايا الطويلة والمثيرة والتي تشكل قلب الكتاب لم تكن مقتصرة على الخيال فقط بل كانت منغمسة في كلا الجهتين –خيالي وواقعي- فلا قواعد لخيال ايان فليمنغ المتهور". وفي عام 1963 اقر فليمنغ بأن حبكته كانت " خيالية في حين انها غالباً ما تستند إلى الحقائق وانها من المحتمل ان تجعلك تنفعل أكثر مما تظن بكثير "

## المواضيع
تحتوي رواية الطبيب نو على موضوعين اساسين وهما: معنى القوة، ومفهوم الصداقة والولاء. فبوند يتحدث عن القوة مع العديد من الاشرار في السلسة. وقد كشفت محادثته مع الدكتور نو ان الاخير يظن انه لا يمكنه ضمانه الا من خلال الخصوصية اللازمة للحفاظ على سلطة الجزيرة. وقد اقتبس نو المبدأ الأول لكارل فون كلاوزفيتز – والتي كانت عن وجود قاعدة امنة والتي من خلالها يقوم بالعمل لدعم حجته.
وفقاً لبحث بانك عن روايات التجسس البريطانية في القرن العشرين، فإن رواية الدكتور نو «اظهرت تحولاً نحو تأكيد جانبي العقل وقوة تنظيم الفرد وصموده» ضد المجموعة أو الدولة. وكان رأي بلاك، بالرغم من انها ممتلكات أمريكية مهددة من الاتحاد السوفيتي الا ان القوة البريطانية هي التي تنهي هذه القضية من خلال وكيل بريطاني. ويُثبت هذا في نهاية الكتاب عندما اُرسلت سفينة حربية بريطانية حديثة محملة بالجنود البريطانيين إلى الجزيرة. وقد أظهرت القوة البريطانية في اراء بلاك وباركر دون مساعدة أمريكا فقد كانت الامبراطورية البريطانية كقوة دائمة.
كان الموضوع الثاني للرواية هو مفهوم الصداقة والولاء، والتي تضمنت العلاقة المتبادلة بين بوند وكورل أحد سكان الجزيرة، وفقاً لليندينر فإن كورل «حليف لا غنى عنه» فقد ساعد بوند في رواية عش ودع غيرك يموتون. وقد كان رأي بينسون انه لا يوجد أي تمييز عنصري بين الرجلين بل اعتبر ان بوند قد شعر بالحزن والندم الحقيقي لوفاة كورل.

## النشر والقبول

### تاريـخ النشـر
أصدر الناشر جوناثان كيب رواية الدكتور نو كطبعة غلاف في تاريخ 13 مارس 1958 في المملكة المتحدة، ونشر Pan Books الطبعة الورقية في فبراير 1960 , وقد بيعت أكثر من 115000 نسخة في هذا العام. وقامت دار النشر Macmillan بنشر أول نسخة أمريكية والتي كانت باسم الطبيب نو في يونيو 1958. في عام 1962 تم بيع أكبر دفعة مبيعات للرواية مع صدور الفيلم المعدل.
بعد نشر صورة الفيلم، تم بيع 1.5 مليون نسخة من الكتاب في الأشهر السبعة الأولى. وفي عام 1964 نشرت جريدة فرنسا-سوار الرواية في الاسواق الفرنسية مما ادى إلى ارتفاع نسبة مبيعات أعمال بوند في فرنسا فقد بيعت 480,000 نسخة مترجمة باللغة الفرنسية، من روايات بوند الست في نفس السنة. ومنذ النشر الأول أُصدر الكتاب في العديد من النسخ ذات الغلاف المقوى وكتب الغلاف الورقي وتُرجم إلى عدة لغات ولم تتوقف الطباعة ابداً.

### التقييمات
واجه فليمنغ انتقادات قاسية لأول مره في سلسلة بوند، وكان بول جونسون من مجلة نيو ستيتسمان صاحب أكثر انتقاد قاسي حيث افتتح تقييمه للرواية "بالجنس والغرور والعنف" بالإضافة إلى: "لقد انتهيت للتو ودون ادنى شك من أكثر كتاب بذيء قد قرأته في أي وقتٍ مضى، واكمل قائلاً "في الوقت الذي وصلت فيه إلى ثلث الرواية، اضطررت إلى قمع الرغبة القوية التي اتتني لرمي هذا الشي بعيداً" وعلى الرغم من اعترافه بأن بوند مثّل " ظاهرة اجتماعية مهمة" الا انه اعتبرها كعنصر سلبي وذلك لتعلقها بثلاث مكونات اساسية رديئة بالإنجليزية تماما وجدت في رواية الدكتور نو وهي: عنف والمتنمر والميكانيكي، والفتى المحبط برغبتين مختلفتين للجنس وعنف رجل الضواحي البالغ. وبالمقابل، لم يجد جونسون أي ايجابيات في الدكتور نو وقد قال: "لا يمتلك السيد فليمنغ مهارة ادبية، فبنية الكتاب فوضوية فهو يدخل أحداث ومواقف كاملة ثم يهملها بأسلوب عشوائي".
وكان رأي وريس ريتشاردسون من صحيفة الأبزورفر«ان العنف الموجود في الرواية هو نفسه العنف المعتاد للجميع بالإضافة إلى الاخطبوطات».
و تحدث ناقد مجهول في صحيفة ذا مانشستر غارديان عن تذمر جونسون بما يتعلق "بالجنس والعجرفة والعنف" فقد سلطوا الضوء على الشر...كعبادة الرفاهية مقابل المصلحة الخاصة" وايضاً عن تمتع بوند بالمنتجات ذات علامات تجارية ومفصلة، ولكن اختلف مع جزء من ملخص جونسون حيث ان الرواية كانت دلالة عن الانحلال الاخلاقي، فبدلاَ من ذلك "يجب أن نكون ممتنين للسيد فليمنغ لتوفيره مصدر امن ويسهل الوصول له لمواضيع الرجل الحديث الحساسة", وايضاً ذكر هذا الناقد انه في حين ان "الخسائر كانت أقل من المعتاد، الا انها كانت ثقيلة". في أبريل 1958 كتب فليمنغ في صحيفة ذا مانشستر غارديان دفاعاَ عن روايته ضد الورقة التي نقدت الطبيب نو والمقالة في القرن العشرين. إلى حد ما تقبل فليمنغ الانتقادات المتعلقة بأغراض بوند مثل السجائر والطعام ولكنه دافع عنها بحجة آنه "كان علي ان اخرج بوند بشكل مناسب مدعوماً ببعض التكلف" وتضمن هذا التكلف مزيج من مشروب فسبير ونظام بوند الغذائي. وصفها فليمنغ "بنقاط الضعف المبتذلة" والتي كان منزعجاً منها بالرغم من انه قد اقترح "ان وجبات بوند الفخمة تقول ببساطة "لا" للنقانق بالزبدة والبسكويت ". وكُتب في "ذا تايم لتشرلي سبلمنت" ان فيلب ستيد كان أكثر كرماً للطبيب نو، على الرغم من الاعتقاد ان فليمنغ قدم "وليمة فاخرة" في الكتاب، وقال ستيد ان فليمنغ سيطر على الامر ونجح حيث قال " لم يكن بمقدور كاتب اقل براعة ان يصل لهذا الحد من القصة". بينما قيم رايموند تشاندلر الرواية في صحيفة ذا سانداي تايمز واثنى على تصوير فليمنغ لمستعمرة كنغستون في الفصل الأول من الرواية ووصفه "بالرائع". حظيت كتابة فليمنغ بإعجاب تشاندلر والتي تضمنت " سير احداث ذات معنى قوي... فليس عليك العمل مع ايان فليمنغ انه يقوم بالعمل نيابةً عنك". وأعرب ناقد في مجلة تايم عن تأييده للانتقاد القاسي اتجاه فليمنغ والطبيب نو لكنه رحب بالكتاب بصورة عامة. حيث كتب "بينما لا يتفق الجميع على ان رواية الدكتور نو ... كتاب رائع، على الاقل صفحات منه تحفظت بالتعليق الكلاسيكي في موضوع السرطان لإزرا بوند: ’في النهاية انه كتاب غير قابل للطباعة ولكن يمكن قراءته’ ". قام كاتب سيرة حياة فليمنغ جون بيرسون بوصف انطوني باوتشر في صحيفة ذا نيويورك تايمز " انه رجل دائم المناهضة ضد بوند وضد فليمنغ بقوة" وادان أعمال فليمنغ مره أخرى قائلاً "لماذا دائماً نجد الكثير من الناس معجبين بقصص فليمنغ" وايضاً ذكر بيرسون ان نقد باونشر "واقعي للصورة" و"نقد طويل مليء بالغضب" وانهى باونشر نقده قائلاً "انها 80,000 كلمة مع حبكة تكفي ل8000 واصالة كافية ل800".
شبهه جليندي كوليجان من صحيفة واشنطن بوست الرواية على انها «جرم صغير ضعيف هز الامبراطورية البريطانية وهز المؤسسة الإنجليزية ايضاً» واضاف «والخوف منها» وذكر كولجيان «رغم الثقة الموجودة بالخطاب، الا اننا استمتعنا برواية الطبيب نو بالرغم من انها رواية مريضة، مريضة، مريضة الا ان عليكم ان تستفيدوا منها يا سادة». كان رأي جيمس ساندوي في الكتاب لمجلة «نيويورك هيرالد تريبليون» ايجابياً للغاية عن رواية الطبيب نو حيث قال انه «أكثر القصص اثارة وجراءة واثارة للدهشة في هذا العقد، من الأفضل قراءته بدلاً من القراءة عنه».
بينما اعتقد الكاتب سيمون ويندر انه بسبب كتابة فليمنغ عن جامايكا كانت النتيجة «رواية أكثر جاذبية من بين جميع قصص بوند فقد كانت الأكثر استرخاءً والأكثر قسوة والأكثر ثقة». وفقاً لبحث المحل الادبي ليروري ال. بانك عن روايات التجسس البريطانية في القرن العشرين، عَرف فليمنغ ان الاحداث ستغير نظرته القديمة لجامايكا- كما يتضح من خلال وصف الرواية كيفية خسارة نادي الملكة اثناء صراع الاستقلال. ووفقاً للمؤرخ الثقافي مايكل دينيج فإن الاعتراف بنهاية الإمبراطورية يؤدي إلى «الموت» وهذا نتيجة «أن الرواية مبنية على قصة واقعية».